# Sprzęt laboratoryjny
Sprzęt laboratoryjny:

## Podstawowy sprzęt szklany i ceramiczny

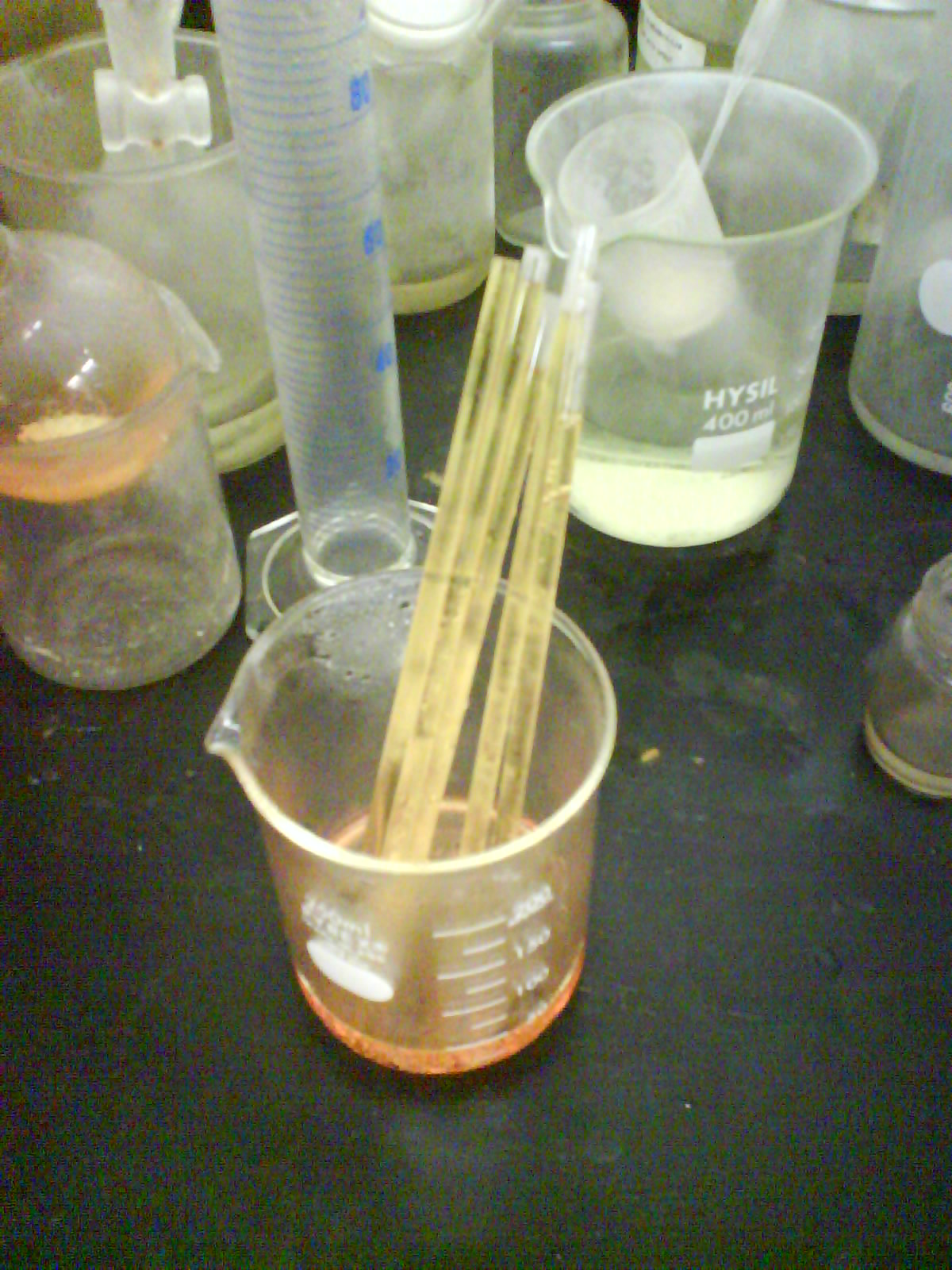
Sprzęt szklany w trakcie mycia wodą królewską

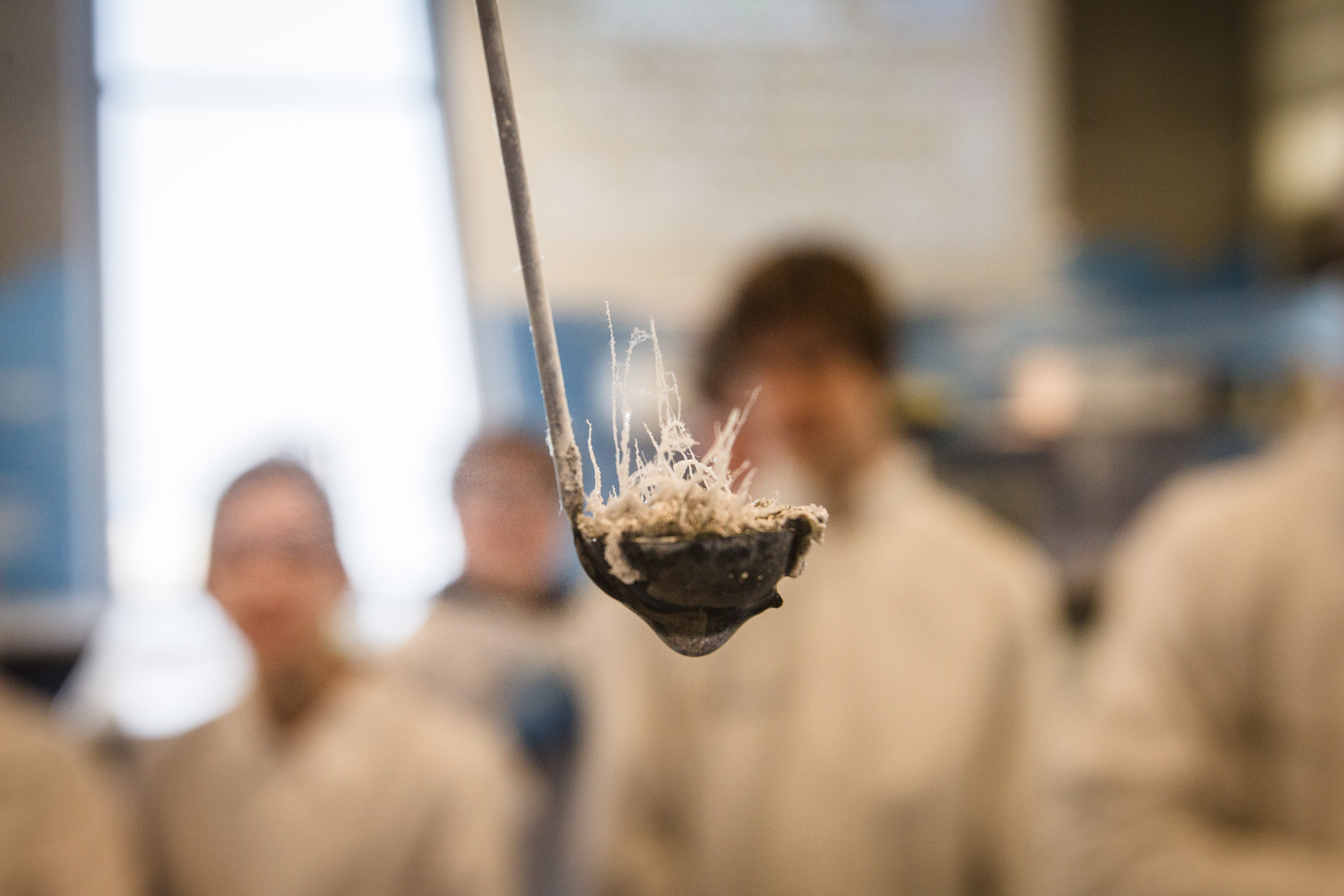
Sprzęt laboratoryjny w użyciu (łyżeczka do spalania) – Centrum Nauki Kopernik

- ampuła laboratoryjna lub naczynie Schlenka
- cylinder miarowy zwany popularnie menzurką
- cylinder Nesslera
- eksykator
- kolba Erlenmeyera – czyli kolba stożkowa
- kolba miarowa
- kolba Schlenka
- kolba ssawkowa
- kolba
- krystalizator
- naczynko wagowe
- parowniczka
- probówka
- rozdzielacz
- wkraplacz
- wymrażacz
- zlewka

### Pozostały sprzęt szklany

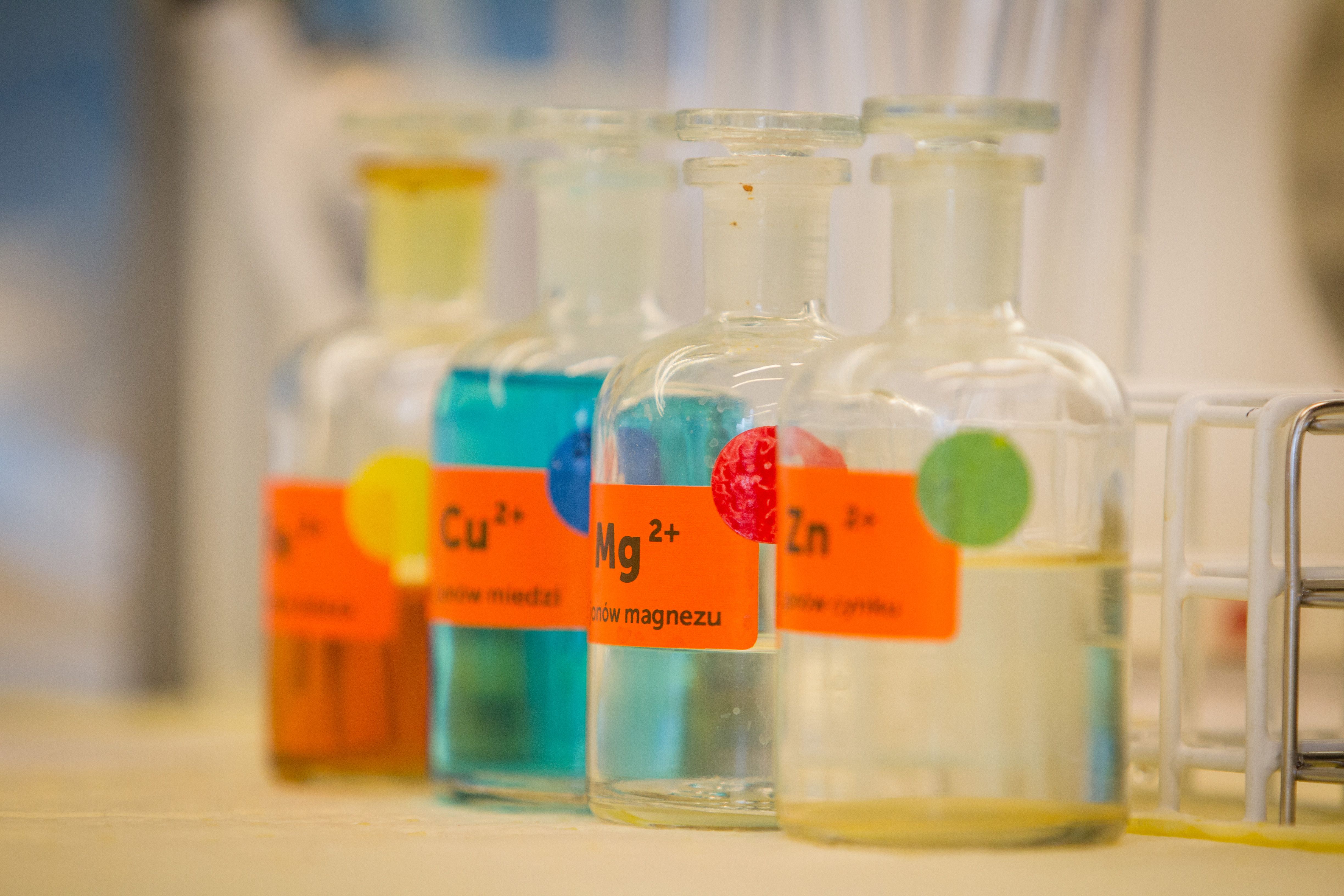
Sprzęt laboratoryjny w laboratorium chemicznym, Centrum Nauki Kopernik

- bagietka
- biureta
- chłodnica laboratoryjna
- głowica rektyfikacyjna
- kolumna rektyfikacyjna
- korek szlifowy
- kranik laboratoryjny
- krówka destylacyjna
- lejek Büchnera
- lejek
- łącznik destylacyjny
- Sprzęt laboratoryjny w laboratorium chemicznym, Centrum Nauki Kopernikłyżeczka do spalań
- nasadka destylacyjna
- pipeta
- płuczka
- reduktor szlifów
- retorta
- szalka Petriego
- szkiełko zegarowe
- szlif laboratoryjny
- oliwka laboratoryjna
- tygiel Schotta
- tygiel

## Podstawowy sprzęt zazwyczaj nieszklany
- czasza grzejna
- łapa laboratoryjna
- łaźnia laboratoryjna
- manometr
- mieszadło magnetyczne
- mieszadło mechaniczne
- moździerz laboratoryjny
- palnik Bunsena
- palnik Mécera
- palnik Teclu
- palnik
- parowniczka
- podnośnik laboratoryjny
- pompa próżniowa
- pompa przepływowa
- pompka wodna (próżniowa)
- sączek laboratoryjny
- ssawka laboratoryjna
- stojak laboratoryjny
- strzykawka laboratoryjna
- szpatułka
- szczypce laboratoryjne
- termometr laboratoryjny
- tryskawka
- wąż laboratoryjny
- wyparka zwana też ewaporatorem

## Meble laboratoryjne
- dygestorium
- kratownica laboratoryjna
- stołek laboratoryjny
- stół laboratoryjny

## Inne urządzenia
- aparat Deana Starka
- aparat Graefego
- aparat Kippa
- aparat Soxhleta
- areometr
- autoklaw
- cannula laboratoryjna
- eza
- komora rękawicowa
- klips do szlifów laboratoryjnych
- kolumna rektyfikacyjna
- linia próżniowa
- pipeta automatyczna
- reduktor ciśnienia
- refraktometr
- subaseal
- sublimator
- termostat laboratoryjny
- wirówka laboratoryjna
- wiskozymetr
- wytrząsarka laboratoryjna